# Zodariellum furcum
Zodariellum furcum là một loài nhện trong họ Zodariidae.
Loài này thuộc chi Zodariellum. Zodariellum furcum được Chuandian Zhu miêu tả năm 1988.